# Gemini Cooperation
Die Gemini Cooperation ist eine neue Allianz von zwei Reedereien im Containerverkehr. Ab Februar 2025 wollen Hapag-Lloyd und Maersk im Frachtverkehr eine Kooperation bilden, um Kunden pünktlichere Lieferungen zu ermöglichen und die Herausforderungen des klimaneutralen Umbaus zu bewältigen. Einen Monat vorher werden beide ihre bisherigen Partnerschaften aufgeben. 
Die beiden Containerreedereien werden jedoch nicht ihre jeweils komplette Flotte in das Bündnis einbringen. Hapag-Lloyd besitzt etwa 270 und Maersk mehr als 670 Schiffe. Der gemeinsame Pool soll 290 Schiffe umfassen und eine Kapazität von 3,4 Millionen Standardcontainern (TEU) aufweisen. Davon wird Maersk 60 Prozent und Hapag-Lloyd die übrigen 40 Prozent beisteuern. Aufgrund der anhaltenden Unsicherheiten im Roten Meer entschieden die Gemini-Partner im Oktober 2024, die Routen über dieses Seegebiet zu meiden und zum Start der Kooperation das sogenannte Cape of Good Hope Network einzuführen. Dadurch wächst der Schiffspool auf rund 340 Schiffe mit einer Gesamtkapazität von 3,7 Millionen TEU.

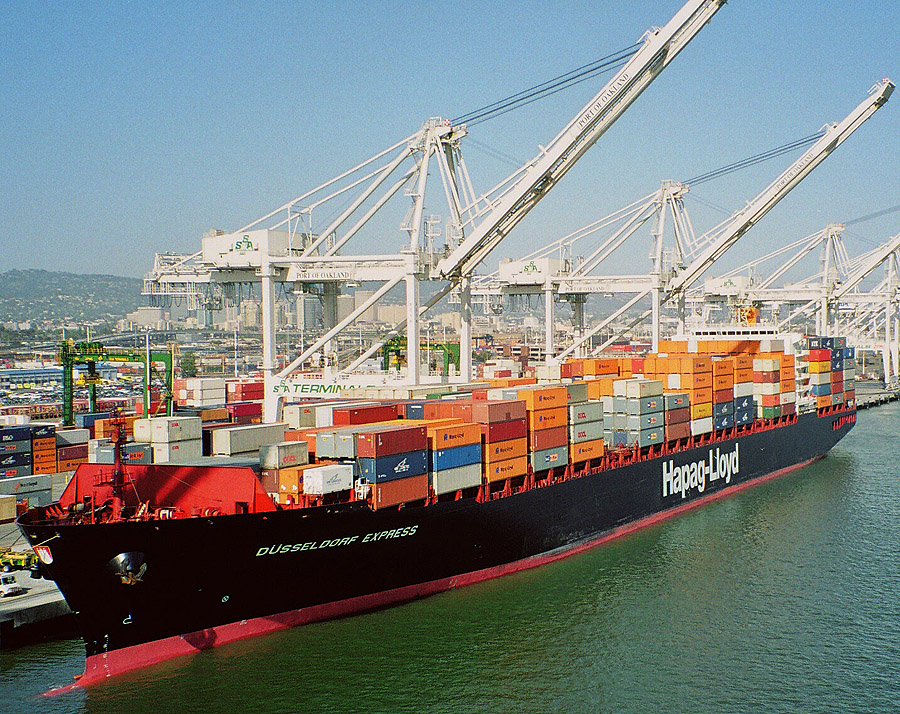
Containerschiff von Hapag-Lloyd
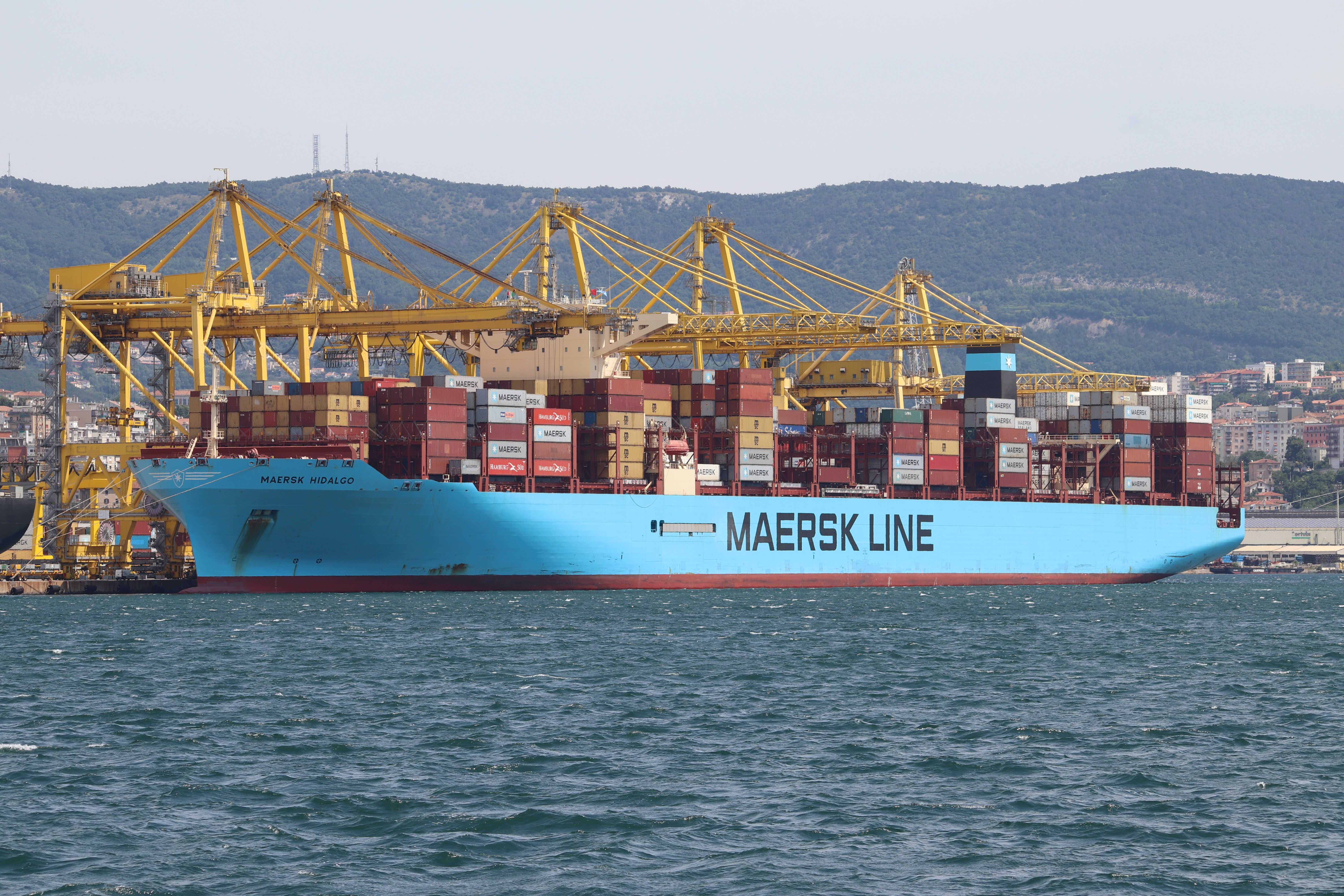
Containerschiff von Maersk